# Vera Menchik-Stevenson

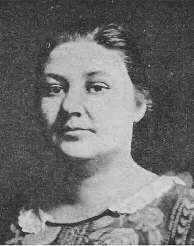
Vera Menchik-Stevenson.

Vera Menchik-Stevenson, född 16 februari 1906, död 26 juni 1944, var en brittisk-tjeckisk schackspelare, världens bästa kvinnliga schackspelare under sin tid. 
Menchik-Stevenson inbjöds och deltog i en mängd starka turneringar, placerade sig dock oftast i slutet av tabellen. Orsaken var troligen dålig fysisk kondition; hon uppnådde ofta goda ställningar men förlorade partierna under den femte speltimmen. Menchik-Stevenson vann dock resp remiserade många goda individuella partier även mot de starkaste stormästarna. Hon dog i blitzen mot London.